# 4783 Wasson
A 4783 Wasson (ideiglenes jelöléssel 1983 AH1) a Naprendszer kisbolygóövében található aszteroida. Carolyn Shoemaker fedezte fel 1983. január 12-én.